# Mercersburg, Pennsylvania
Mercersburg là một thị trấn thuộc quận Franklin, tiểu bang Pennsylvania, Hoa Kỳ. Năm 2010, dân số của thị trấn này là 1561 người.